# Musée de Mankon
Le musée de Mankon, inauguré en 2005 est un musée ethnographique. Il est un musée situé à l'entrée de la chefferie de Mankon dans la région du Nord-Ouest, département du Mezam au Cameroun.

## Histoire

### Débuts et projets du musée
Le musée Mankon un musée d'art et de culture inauguré en 2005. Il est situé dans la région du Nord-Ouest, département du Mezam au Cameroun. Le musée a été ouvert en 2006 et présente la production culturelle et artistique du royaume de mankon.
Le projet a été initié par l'ONG italienne COE, Centro di Orientamento Educativo, basée à Barzio et présente au Cameroun depuis 1970. Avec des projets de plusieurs initiatives, elle a fondé l'IFA, Institut de Formation Artistique. Le musée présente la production culturelle et artistique du royaume de Mankon dans les hautes terres de l'ouest Cameroun, le grassland.
Le musée de Mankon présente la production culturelle et artistique du royaume de Mankon sur les hauts plateaux de l'ouest Cameroun, le Grasland. Cette production qui présente une partie essentielle du patrimoine culturel et artistique joue un rôle fondamental dans la continuité culturelle de la société. Les objets sont lourds de sens mais ils identifient également des formes caractéristiques et ils sont tous porteurs de mémoire dans le trésor des rois, des notables et des sociétés secrètes

### Acquisitions, mises en place et lancement du musée
Partant du Grassland avec son patrimoine riche et les dangers de dispersion et de déclin des objets d'art, Jean-Paul Notué a identifié quatre royaumes avec des sites de nouveaux musées : Mankon, Babungo, Baham et Bandjoun.Le COE forme les futurs conservateurs, aménage les espaces des collections des musées et des activités.
La présence d'un patrimoine important, la volonté des chefs traditionneles de permettre l'étude et d'ouvrir les objets du patrimoine des communautés ; les souhaits du lieu d'avoir un musée moderne et adapté ; l'engagement des autorités traditionnelles à mettre un bâtiment approprié à disposition du projet et dans les délais sont les critères de sélection.

### Mission
Ce musée joue un rôle fondamental dans la continuité culturelle de la société. Le musée raconte entre autres l’histoire du palais, les croyances et autres traditions. Les objets exposés sont évocateurs,  ils sont tous porteurs de mémoires dans le trésor des rois, des notables et des sociétés secrètes. 

## Administration
L'administration du musée de Mankon est structurée autour de plusieurs entités et personnes qui assurent sa gestion et son développement. Les principaux aspects de l'administration de ce musée sont entre autres le promoteur Jean-Paul Notué, professeur d'histoire de l'art, de muséologie et d'anthropologie à l'université de Yaoundé est responsable de la direction scientifique du musée

### Financements
Le CEO a donné à chaque musée des ordinateurs, imprimantes, masteriser, scanneurs. photocopieurs, caméras et magnétophones. Le matériel consommable, comme les CD, les cassettes, le papier, a été fourni par le projet.

### Tourisme et fréquentation
À partir de Bamenda, le musée se trouve sur la nationale 11 vers Bafut et Wum pendant 7 km.

## Architecture et organisation de l’espace

### Architecture
L’architecture de la Grande Case, tout comme les sculptures et autres productions artistiques des chefferies traditionnelles de l’Ouest du Cameroun, ont depuis longtemps impressionné de nombreux spécialistes des arts. C’est dans ce sens que Masudi A.F. (1978, p.60) affirme que les bâtisseurs de l’Ouest Coésie du bois au point le plus élevé.

## Aspects techniques, équipements et services

### Aspect techniques
Sur le plan technique, le projet a été conçu et coordonné par l'architecte Bianca Triaca. Jean-Paul Notué, professeur d'histoire de l'art, de muséologie et d'anthropologie à l'Université de Yaoundé est le directeur scientifique. Le projet muséographique a été confié à l'architecte Antonio Piva, UNESCO, expert et professeur d'architecture et de design à la Faculté d'Architecture du Politecnico de Milan.

### Services
Le musée propose comme service, les visites muséales.
| \| 500 km1:18 610 000 \| National (1972) Doual'art(1991) Civilisations (2010) Lenale ndem (2013) Maritime (1986) Mankon (2005) |
| 500 km1:18 610 000 |

| 500 km1:18 610 000 |

| Musées (Année de création) |

## Collections
Le musée moderne de Mankon présente les productions culturelles et artistiques du royaume de Mankon du Grassland au Cameroun.  

### Expositions permanentes
La collection du musée de Mankon se constitue de figures zoomorphes et de statuettes anthropomorphes avec une grande variété de pots, vases, coupes, jarres bols, cruches, brocs, sacs et autres récipients en terre, bois et autres matériaux. On y retrouve le masque funéraire décoré d'un caméléon, le masque d'oiseaux, le masque casque, la pipe royale en laiton avec des motifs animaliers, le panier de vin rituel, le gong royal à motifs humains, les costumes de danse textile royaux. Il dispose également d'une collection d'instruments de musique constituée de gongs, trompettes, flutes, xylophones, crécelles, tambours et sanza. Les objets artistiques du musée de Mankon ont été réalisés avec une richesse esthétique et un savoir faire dans l'utilisation des matériaux par des artistes talentueux et reconnu par la communauté. Nous pouvons citer entre autres Fon Achirifor, prince sculpteur du palais de Mankon.  
L'exposition permanente, appelée "Arts, patrimoine et culture du royaume de Mankon", présente quelque 179 objets regroupés en six sections thématiques. Il s'agit de :
1. Royaume (Ala'Mankon)
2. Histoire
3. Art et Pouvoir
4. Art et Société
5. Échanges et Rapport artistique
6. Créativité, Artistes et Artisans[9]Mankon, itinéraires de mémoire collective

La section "Créativité, artistes et artisans" intègre les productions et réalisation dans les domaines suivants :
1. Statues et Masques
2. Mobilier[9]
3. Récipients
4. Costumes, Parures
5. Instruments de musique et armes[10]

La réserve muséale contient des objets d'art et d'artisanat parfois exposés. Ils mêlent l'histoire, l'ethnographie, l'analyse stylistique et esthétique. Les objets sont liés à des rites, montrent le prestige ou les usages quotidiens. Les objets sont chargés de sens. Ils sont de formes caractéristiques diverses et portent les mémoires des trésors des rois, des notables et des sociétés sacrées.
La section Mankon, itinéraire de mémoire collective comporte cinq stations qui sont :
1. Ala'nkyi : Qui signifie littéralement "terre d'eau abondante" est une terre inondée de Mankon où se trouvait le premier palais royal du royaume de Mankon fondé par le Ndemaghah VI (mbangnzhiy). Sous ces terres, 6 rois Mankon auraient été enterrés.
2. Fumnju: c'est à cet Android que se trouvait le deuxième palais royal fumb érigé par le roi Agwafo 1er à la fin du XVIIIe siècle lorsqu'il quitta Alankyi.
3. Palais royal : c'est l'actuelle capitale du royaume de Mankon divisé en deux sections dont la première réservée au roi et ses épouses, et la seconde qui abrite les différentes cages de société secrète et le kakfure fo qui est la forêt sacrée du kwifo.
4. Asangka : c'est un quartier situé à environ 4 km du musée abritant un sanctuaire représenté par une prière rituelle et un arbre symbolique.
5. Jours: il tient son nom d'un groupe de rochers appelé ngoh chwiri disposés de manière presque circulaire avec le plus gros au milieu. L'agriculture est interdite dans cette zone, elle est dite sacrée… une légende populaire de la région raconte l'histoire des rochers.
6. Alamandam: situé à 8 km de Mankon, Alamandam est un quartier rocheux qui abrite une grotte longue et sombre (mbue). Elle s'étend jusqu'à Ntu'mbang et était utilisée pendant les guerres et les escarmouches pour les opérations de guerre stratégique[9].